# Скочич, Драган
Драган Скочич (хорв. Dragan Skočić; род. 3 сентября 1968, Риека) — хорватский футболист и тренер, с 2024 года являющийся главным тренером иранского клуба «Трактор».
Перед тем, как начать тренерскую карьеру, Скочич играл за «Риеку», а в 1991 году подписал контракт с испанским клубом «Лас-Пальмас».

## Игровая карьера
Драган Скочич играл в профессиональный клубный футбол в Хорватии за «Риеку» и «Новалю», в Испании за «Лас-Пальмас» и «Компостела», а также в ОАЭ за «Аль-Иттихад Кальба». Он был первым игроком из Хорватии, который уехал играть на профессиональном уровне за границу.

## Тренерская карьера
После завершения игровой карьеры Скочич окончил футбольную академию при Хорватском футбольном союзе и отделение тренерского образования и подготовки на факультете кинезиологии Загребского университета, получив диплом тренера УЕФА-PRO и диплом профессионального бакалавра тренерского дела.
В 2005 году он стал менеджером своего родного клуба «Риека». Вместе с клубом Скочич выиграл кубок Хорватии.

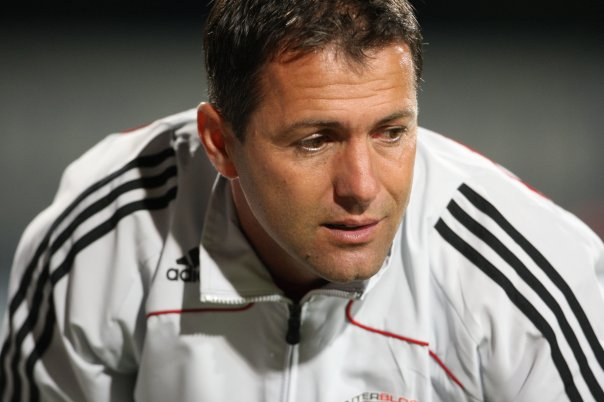
Скочич в «Интерблоке»

В 2007 году он стал главным тренером словенского клуба «Интерблок», в то время как клуб находился в сложной ситуации в чемпионате. Всего через два года после основания клуба под таким названием клуб добился выдающихся результатов в словенском чемпионате. Им не только удалось остаться в первой лиге, но и выиграть два трофея в сезоне 2007/08, Кубок Словении и Суперкубок.
После работы в «Интерблоке» Скочич взял годичный отпуск от тренерской деятельности, а в сезоне 2009/10 он возглавил кувейтский клуб «Аль-Араби». Под его руководством в качестве главного тренера клуб играл в двух финалах, Кубке наследного принца и Кубке Федерации. Также под руководством Скочича «Аль-Араби» играл в четвертьфинале Кубка АФК.
После работы в Кувейте, в сезоне 2010/11, Скочич возглавил футбольный клуб «Ан-Наср» из Эр-Рияда, одним из самых известных футбольных клубов в арабском мире. Под руководством Скочича клуб квалифицировался в третий раунд Лиги чемпионов АФК, проведя успешный сезон соревнований в группе. 25 мая 2011 года он был уволен после поражения со счетом 4:1 от финалистов Лиги чемпионов АФК 2010 «Зоб Ахан», и его заменил португальский босс Эурику Гомеш.
В марте 2012 года Скочич вернулся в свой родной клуб «Риека», сменив Иво Иштука на посту главного тренера, и стал третьим тренером, возглавившим клуб в сезоне 2011/12. Скочич унаследовал слабую в оборонительном отношении команду, которая находилась в двух очках от зоны вылета, и перед ним была поставлена задача спасти команду от вылета. После поражения от «Цибалии» со счетом 2:0 клуб опустился на 12-е место в лиге. После всего лишь 43 дней работы главным тренером, Скочич был уволен после серии неудач, и его заменил его помощник Младен Иванчич.
26 мая 2013 года Скочич был объявлен главным тренером «Малавана» на предстоящий сезон, подписав с клубом двухлетний контракт. Он привел клуб к седьмому месту, лучшему месту в лиге с 2005 года.
23 мая 2014 года Скочич был назначен новым главным тренером команды «Фулад», завоевавшей титул чемпиона Ирана, на условиях однолетнего контракта, заменив Хоссейна Фараки, который ушел в отставку на следующий день. В мае 2015 года Скочич получил награду как тренер месяца и подписал продление контракта на два года, по которому он останется в клубе до июля 2017 года. В ноябре 2015 года, после полосы неудач в клубе, его связывали с вероятным назначением на пост главного тренера в «Сепахан», но в итоге на этот пост был назначен его соотечественник Игор Штимац. После неудачного перехода в «Сепахан» он остался главным тренером «Фулада» согласно своему контракту. Он покинул клуб 1 июня 2016 года.
16 января 2018 года он стал менеджером «Хуне Бе Хуне», заменив ранее ушедшего в отставку Джавада Некунама. Вскоре он вышел на первые места в чемпионате, набрав 13 очков в первых 5 играх, а также вывел команду второго дивизиона в финал Кубка Хазфи.
В июле 2019 года он стал главным тренером «Санат Нафт».
6 февраля 2020 года Скочич был назначен главным тренером сборной Ирана. Ему удалось вывести Иран на чемпионат мира, выиграв группу А, набрав 25 из 30 возможных очков в 10 матчах третьего раунда отборочного турнира, установив лучший показатель сборной Ирана по футболу в отборочном турнире чемпионата мира. Некоторые СМИ 11 июля 2022 года объявили об отставке Драгана Скочича, но 17 июля Федерация футбола Ирана объявила об сохранении им этого поста до окончания чемпионата мира по футболу. 7 сентября 2022 года Драган Скочич был уволен с поста главного тренера сборной Ирана и был заменён Карлушом Кейрошом.
После увольнения из сборной Ирана поехал на чемпионат мира, где болел за Хорватию.
14 апреля 2023 года был назначен главным тренером сборной Хорватии до 21 года.
В июле 2024 года вернулся в Иран, где возглавил клуб «Трактор».

## Достижения

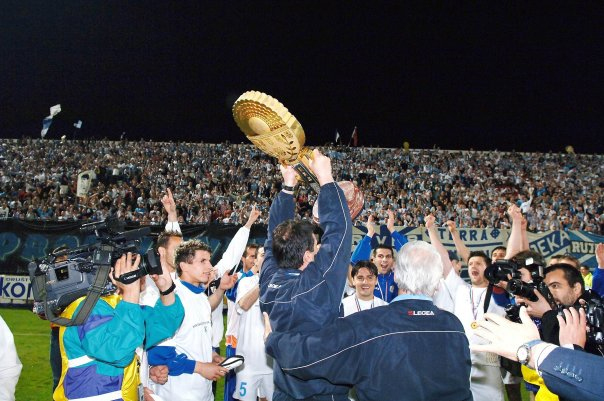
Драган Скочич с Кубком Хорватии 2005/06

### В качестве игрока

#### Лас-Пальмас
- Победитель Сегунды B: 1992/93

#### Компостела
- Победитель Сегунды: 1993/94

### В качестве тренера

#### Риека
- Обладатель Кубка Хорватии: 2005/06

#### Интерблок
- Обладатель Кубка Словении: 2007/08
- Обладатель Суперкубка Словении: 2008

#### Райка Баболь
- Финалист Кубка Хазфи: 2017/18